# Liste des circonscriptions électorales du Devon
Le comté cérémoniel du Devon, qui inclut les autorités unitaires de Plymouth et Torbay, est divisé en 12 circonscriptions électorales : quatre circonscriptions de borough (borough constituencies), plutôt urbaines, et huit circonscriptions de comté (county constituencies), plutôt rurales. Ce découpage est en vigueur, à quelques ajustements près, depuis les élections générales de 2010.

## Liste des circonscriptions
Dans le tableau suivant, la colonne « Majorité » indique l'avance en voix du candidat élu (dont le nom figure dans la colonne « Député ») sur son concurrent le plus proche (dont le nom figure dans la colonne « Opposition ») lors des dernières élections générales, celles de 2017.
| Circonscription               | Type    | Électorat | Majorité | Député | Député             | Opposition | Opposition          | Carte                                                                                          |
| ----------------------------- | ------- | --------- | -------- | ------ | ------------------ | ---------- | ------------------- | ---------------------------------------------------------------------------------------------- |
| Central Devon                 | Comté   | 74 370    | 15 680   | C      | Mel Stride         | T          | Lisa Robillard Webb | Central Devon est une grande circonscription située au centre du comté                         |
| East Devon                    | Comté   | 82 369    | 8 036    | C      | Hugo Swire         | I          | Claire Wright       | East Devon est une circonscription de taille moyenne située dans l'est du comté                |
| Exeter                        | Borough | 77 330    | 16 117   | T      | Ben Bradshaw       | C          | James Taghdissian   | Exeter est une petite circonscription située dans l'est du comté                               |
| Newton Abbot                  | Comté   | 71 714    | 17 160   | C      | Anne Marie Morris  | T          | James Osben         | Newton Abbot est une petite circonscription située dans le sud-est du comté                    |
| North Devon                   | Comté   | 75 801    | 4 332    | C      | Peter Heaton-Jones | L          | Nick Harvey         | North Devon est une grande circonscription située dans le nord du comté                        |
| Plymouth Moor View            | Borough | 69 342    | 5 019    | C      | Johnny Mercer      | T          | Sue Dann            | Plymouth Moor View est une petite circonscription située dans le sud-ouest du comté            |
| Plymouth Sutton and Devonport | Borough | 76 584    | 6 002    | T      | Luke Pollard       | C          | Oliver Colvile      | Plymouth Sutton and Devonport est une petite circonscription située dans le sud-ouest du comté |
| South West Devon              | Comté   | 71 260    | 15 816   | C      | Gary Streeter      | T          | Philippa Davey      | South West Devon est une circonscription de taille moyenne située dans le sud-ouest du comté   |
| Tiverton and Honiton          | Comté   | 80 731    | 19 801   | C      | Neil Parish        | T          | Caroline Kolek      | Tiverton and Honiton est une grande circonscription située dans le nord-est du comté           |
| Torbay                        | Borough | 75 931    | 14 283   | C      | Kevin Foster       | L          | Deborah Brewer      | Torbay est une petite circonscription située dans le sud-est du comté                          |
| Torridge and West Devon       | Comté   | 80 524    | 20 686   | C      | Geoffrey Cox       | T          | Vince Barry         | Torridge and West Devon est une grande circonscription située dans l'ouest du comté            |
| Totnes                        | Comté   | 68 914    | 13 477   | C      | Sarah Wollaston    | T          | Gerrie Messer       | Totnes est une circonscription de taille moyenne située dans le sud du comté                   |

## Histoire électorale

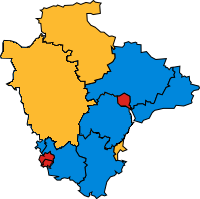
1997
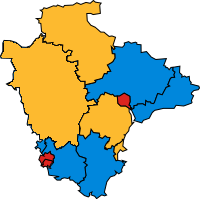
2001
2005
2010
2015
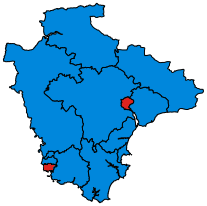
2017